# El amor infiel
 El amor infiel  es una película de Argentina filmada en Eastmancolor dirigida por Mario David según su propio guion sobre la novela La trampa, de María Angélica Bosco que se estrenó el 22 de agosto de 1974 y que tuvo como actores principales a Zulma Faiad, Arturo Puig, Elena Sedova y Antonio Grimau. Fue filmada en Acassuso, Los Cardales, Escobar y Martínez.

## Sinopsis
Infidelidades que se inician cuando una pareja se relaciona con otra por razones comerciales. El ex de Melanie 

## Reparto
- Zulma Faiad
- Arturo Puig
- Elena Sedova
- Antonio Grimau
- Elizabeth Makar
- Héctor Alterio
- Juan Carlos de Seta
- María Bufano
- Nelly Risso
- Héctor Gancé
- Licia Solari
- Marcelo José
- Alicia Zanca

## Comentarios
La Nación opinó:

”Tediosa historia de infidelidades…Un extenso y moroso comentario sobre la inconsistencia amorosa del amor infiel.”

El Cronista Comercial dijo:

”Total incoherencia.”

La Razón opinó:

”La mayor parte del desarrollo de la película seesume en la imagen de Puig conduciendo su automóvil.”